# Raft
Raft és el 2è i el videojoc de món obert més recent disponible de la empresa Axolot Games per a pc. Es tracta d'un videojoc de supervivència situat en el mar.
Va ser publicat el 20 de juny del 202 en versió Beta. Pero abans de això era un project d'uns estudiants que va començar en 2016 Actualment no està disponible en català.

## Joc
Raft és un món obert situat en el mar el qual, es pot jugar de forma lliure o seguint la història. El món ha estat inundat i pots intentar sobreviure sol o amb amics a aquesta catàstrofe.
El joc se centra en la supervivència dins una bassa, aquesta pots ser expandida o destruïda, has d'estar atent de la teva slut, gana i set per evitar perdre la vida mentre esquives un tauró i altres perills d'aquest món.
Els jugadors són lliures de desplaçar-se pel seu entorn i saquejar-lo mitjançant eines de diferents materials, com ara destrals, pales o pics de fusta, pedra o mineral. Pots anar millorant el teu equipament i les comoditats de la teva bassa construint forns, destil·ladors d'aigua o graelles.

## Dificultat
Aquest joc disposa de diversos nivells de dificultat, els quals podeu seleccionar en crear un nou món, aquests fan que l'experiència de joc pugui ser un repte major, però una cosa que pot fer la teva experiència de joc més difícil és jugar amb amics, com més persones hi ha en un món més complicat és que tots estiguin alimentats i en bones condicions.